# Germandat de Sacerdots Operaris Diocesans
La Germandat de Sacerdots Operaris Diocesans del Sagrat Cor de Jesús (en llatí: Sodalitas Sacerdotum Operariorum Dioecesanorum Sacro Corde Iesu i en castellà Hermandad de Sacerdotes Operarios Diocesanos del Corazón de Jesús) és un institut secular masculí de dret pontifici, els membres del qual posposen al seu nom les sigles S.O.D.

## Història
La societat va ser fundada el 29 de gener de 1883 a Tortosa pel sacerdot Manuel Domingo i Sol (1836–1909). L'objectiu era fomentar les vocacions eclesiàstiques i dirigir els col·legis instituïts amb aquest objectiu pel fundador. A més, van dirigir, cridats pels bisbes, alguns seminaris diocesans (els de València, Múrcia o Oriola, per exemple).
L'institut va ser erigit pel bisbe tortosí l'1 de gener de 1886 i va obtenir el decretum laudis l'1 d'agost de 1898, essent aprovat per la Santa Seu el 19 de març de 1927 com a societat de vida apostòlica, on els seus membres vivien en comunitat però sense fer vots. Van començar llavors l'expansió, primer per Espanya, i després a Mèxic, Uruguai, Argentina i el Perú.
El 23 de març de 1935 es transformà en institut secular, essent novament aprovat per la Santa Seu el 19 de març del 1952: des de llavors, l'institut a començar a gestionar també centres d'orientació vocacional.

## Activitat i difusió
L'objectiu de l'institut és fomentar, ajudar i guiar les vocacions eclesiàstiques i religioses, l'educació dels joves i els seminaristes, i la propagació de la devoció al Sagrat Cor de Jesús.
Els membres de la fraternitat són uns 250 i són presents a Espanya, Itàlia, Alemanya, Argentina, Mèxic, Veneçuela, Estats Units, Zàmbia i Zimbàbue.